# Robert Allan Grant Taylor
Robert Allan Grant Taylor, britanski general, * 1896, † 1942.